# Prawo Lenza

Zmiana indukcji magnetycznej B pociąga za sobą powstawanie otaczającego go wirowego pola elektrycznego E, które może powodować przepływ prądu elektrycznego. Pole magnetyczne wytworzone przez ten prąd przeciwdziała zmianie zewnętrznego pola magnetycznego.

Prawo Lenza lub reguła Lenza, zwana również regułą przekory – reguła określająca kierunek zjawisk zachodzących w procesie indukcji elektromagnetycznej. Została nazwana na cześć Heinricha Lenza, który sformułował ją w 1834 roku. 
Mówi ona, że prąd indukcyjny (nazywany też prądem wtórnym) wzbudzony w przewodniku pod wpływem zmiennego pola magnetycznego, ma zawsze taki kierunek, że wytworzone wtórne pole magnetyczne przeciwdziała przyczynie (czyli zmianie pierwotnego pola magnetycznego), która go wywołała. 
Przykłady wnioskowań z reguły Lenza:
- Jeżeli zamknięta zwojnica porusza się względem magnesu, to wokół zwojnicy powstaje takie pole magnetyczne, które przeciwdziała temu ruchowi.
- Jeżeli natężenie pola magnetycznego pośrodku zwojnicy wzrasta, indukuje to w niej pole i prąd elektryczny o takim kierunku, że wytwarzane przezeń wtórne pole magnetyczne przeciwdziałać będzie dalszemu wzrostowi pierwotnego pola (zob. rysunek z prawej), i vice versa: jeżeli natężenie pola magnetycznego pośrodku zwojnicy słabnie, indukuje to w niej pole i prąd elektryczny o takim kierunku, że wytwarzane przezeń wtórne pole magnetyczne podtrzymać będzie słabnące pole pierwotne (zob. rysunek z prawej).
- Jeżeli cząstka obdarzona ładunkiem elektrycznym porusza się w polu magnetycznym o wzrastającym natężeniu, to ruch tej cząstki wywołuje wzrost natężenia pola magnetycznego przed cząstką a osłabienie za cząstką (przeciwdziała zmianie pola w miejscu gdzie jest cząstka), a przy ruchu w polu słabnącym odwrotnie. Patrz deformacja pola magnetycznego Ziemi przez wiatr słoneczny.
- Jeżeli cząstka obdarzona ładunkiem porusza się wzdłuż zakrzywionej linii pola magnetycznego, to indukowane pole zmniejsza krzywiznę tej linii.

Reguła Lenza jest ściśle związana z prawem indukcji elektromagnetycznej Faradaya. Symbolicznie wyrażona jest znakiem „minus” pojawiającym się w równaniu opisującym to prawo (zob. rysunek).
Z fizycznego punktu widzenia reguła Lenza wynika z zasady zachowania energii. W znaczeniu filozoficznym jest ona nawiązaniem do zasady, zgodnie z którą każdy proces indukcji przebiega w kierunku przeciwnym do działającej przyczyny.